# Чхаидзе, Владимир Михайлович
Влади́мир Миха́йлович (Мельхиседе́кович) Чхаи́дзе (14 марта 1922, Курск, РСФСР, СССР — 7 октября 1943, Мишурин Рог, Верхнеднепровский район, Днепропетровская область, УССР, СССР) — советский танкист, участник Великой Отечественной войны, Герой Советского Союза (посмертно).

## Биография
Родился 14 марта 1922 года в Курске в семье служащего. Учился в московской школе № 54. Хорошо успевал по всем предметам, особенное предпочтение отдавал физике. Также занимался плаванием и стрельбой. По воспоминаниям, имел весёлый, компанейский характер, был большим выдумщиком, надёжным другом, хорошо пел и танцевал. В июне 1941 года Чхаидзе окончил школу в составе её первого выпуска.
Первое лето Великой Отечественной войны Владимир Чхаидзе провёл в Москве и делал всё необходимое для обороны столицы, в том числе, дежурил на крышах по ночам во время налётов немецкой авиации. В августе 1941 года Фрунзенский районный военный комиссариат Москвы призвал его на службу в РККА.
Осенью 1941 года поступил в Саратовское бронетанковое училище. Был одним из 11 курсантов, подошедших к выпускным экзаменам в августе 1943 года отличниками. После сдачи экзаменов получил звание старшины. В ходе учёбы Владимир помогал эвакуировать машины при пожаре в училище, за что был награждён медалью «За отвагу».
В сентябре 1943 года Чхаидзе получил звание младшего лейтенанта и был направлен на Степной фронт командиром танка 586-го танкового батальона 219-й Кременчугской танковой бригады 1-го Красноградского механизированного корпуса. 1 октября он получил в ведение машину Т-34, с которой в течение последующей недели участвовал в одном из этапов битвы за Днепр — Нижнеднепровской операции.
В ночь на 2 октября 1943 года батальон Чхаидзе под командованием Дмитрия Тюркина, находясь на левом берегу Днепра в районе Солошина, переправился под обстрелом противника на правый берег, где закрепился в районе Мишурина Рога. С 3 по 5 октября батальон отбил 19 контратак противника, нанося ему каждый раз большие потери. Чхаидзе в ходе этих боёв уничтожил 3 вражеских танка, миномётную батарею и несколько пулемётных точек. Один из уничтоженных танков ему пришлось таранить: башню его Т-34 заклинило попаданием снаряда, и после точного выстрела в первый «Тигр» наводить орудие на второй уже не оставалось времени.
7 октября 5 немецких танков контратаковали плацдарм на южной окраине села Калужино, имея численное преимущество. Танку под командованием Владимира Чхаидзе удалось снарядами поджечь два танка противника, перед тем как загорелась его машина. Несмотря на то, что его одежда уже была объята пламенем, Чхаидзе не покинул свою машину и вёл огонь по оставшимся трём танкам противника. Ответным снарядом уже воспламенившийся Т-34 был уничтожен, Чхаидзе погиб.
20 октября командир 1-го механизированного корпуса Михаил Соломатин ходатайствовал о посмертном присвоении Чхаидзе звания Героя Советского Союза. 25 октября его ходатайство было удовлетворено командующим 37-й армии Михаилом Шарохиным и членом её Военного совета Андреем Багнюком. 20 декабря Указом Президиума Верховного совета СССР «за успешное форсирование реки Днепр, прочное закрепление плацдарма на западном берегу реки Днепр и проявленные при этом отвагу и геройство» Владимиру Чхаидзе в числе 109-ти советских солдат и офицеров было присвоено звание Героя Советского Союза с вручением ордена Ленина и медали «Золотая звезда».
Владимир Чхаидзе похоронен в братской могиле недалеко от места последнего боя, в селе Мосты, вместе с двумя другими Героями Советского Союза: Василием Гусевым и Петром Янцевым.

## Награды и звания
- Герой Советского Союза (20 декабря 1943)
- Орден Ленина (20 декабря 1943)
- Медаль «За отвагу» (1943)

## Память
На братской могиле в Мостах стоит памятник захороненным в ней Героям Советского Союза — Чхаидзе, Гусеву и Янцеву.
На крыльце школы № 54 в Москве установлена мемориальная плита, гласящая: «В этой школе учился Герой Советского Союза Владимир Михайлович Чхаидзе». Его памяти также посвящена одна из витрин в музее школы.
В 1977 года почта СССР выпустила художественный маркированный конверт «Герой Советского Союза младший лейтенант В. М. Чхаидзе 1922—1943» с портретом Чхаидзе работы Петра Бенделя.